# Индианаполис Колтс
„Индианаполис Колтс“ (на английски: Indianapolis Colts) е отбор по американски футбол от Индианаполис, Индиана. Той е член на Южната дивизия на Американската футболна конференция (АФК) от Националната футболна лига.
Клубът официално е създаден през 1953 г. в Балтимор, Мериленд. След серия от смени на името, основателите се спират на Балтимор Колтс. През 1984 г. отборът се премества в Индианаполис.
„Колтс“ са шампиони на НФЛ 3 пъти преди обединението на лигата с Американската футболна лига (АФЛ) – през 1958, 1959 и 1968 и освен това 2 пъти са печелили Супербоул – през 1971 и през 2007 г.
Домакинските си срещи „Индианаполис“ играе на построения през 2008 г. Лукас Ойл Стейдиъм.

## Факти
Основан: през 1953
Основни „врагове“: Ню Инглънд Пейтриътс
Носители на Супербоул: (2)
- 1970, 2006

Шампиони на НФЛ: (3)
- 1958, 1959, 1968

Шампиони на конференцията: (7)
- НФЛ Запад: 1958, 1959, 1964, 1968
- АФК 1970, 2006, 2009

Шампиони на дивизията: (15)
- НФЛ Коустъл: 1968
- АФК Изток: 1970, 1975, 1976, 1977, 1987, 1999
- АФК Юг: 2003, 2004, 2005, 2006, 2007, 2009, 2010, 2013

Участие в плейофи: (26)
- НФЛ: 1958, 1959, 1964, 1965, 1968, 1970, 1971, 1975, 1976, 1977, 1987, 1995, 1996, 1999, 2000, 2002, 2003, 2004, 2005, 2006, 2007, 2008, 2009, 2010, 2012, 2013